# Deebing Heights
Deebing Heights är en del av en befolkad plats i Australien. Den ligger i kommunen Ipswich och delstaten Queensland, omkring 35 kilometer sydväst om delstatshuvudstaden Brisbane. Antalet invånare är 1 158.
Runt Deebing Heights är det mycket glesbefolkat, med 5 invånare per kvadratkilometer.. Närmaste större samhälle är Ipswich, nära Deebing Heights. 
I omgivningarna runt Deebing Heights växer huvudsakligen savannskog. Genomsnittlig årsnederbörd är 1 252 millimeter. Den regnigaste månaden är januari, med i genomsnitt 248 mm nederbörd, och den torraste är oktober, med 34 mm nederbörd.